# USS James Madison (SSBN-627)
Pour les autres navires du même nom, voir USS James Madison.
L’USS James Madison (SSBN-627) est un sous-marin nucléaire lanceur d’engins de la classe James Madison de l’United States Navy. Il a été en service de 1964 à 1992. Ce sous-marin est le second navire de la Navy à porter le nom de James Madison, quatrième président des États-Unis.

## Construction
Commandé le 20 juillet 1961 au chantier naval de Newport News en Virginie, la quille du James Madison fut posée mois d'un an plus tard, le 5 mars 1962. Il fut lancé le 15 mars 1963 et finalement lancé le 28 juillet 1964 sous le commandement du commander Joseph L. Skoog Jr pour l'équipage bleu et James D. Kearny pour l'équipage or (équipage rouge dans la Marine nationale).

## Carrière
Après des essais en mer en novembre et décembre 1964, sous la conduite successive des deux équipages, le James Madison prit part à sa première patrouille à partir du 17 janvier 1965. À la fin de l'année 1966, il a terminé sa seconde mission.
Embarquant à la base des missiles balistiques Polaris A-3, le James Madison fut modifié pour accueillir des Poseidon C-3 durant sa première révision à quais ainsi qu'un nouveau système de tir, le Mark 88. Au début des années 1980, le sous-marin fut à nouveau accueilli à quais, au chantier naval de Newsport News, pour une seconde révision qui permit notamment de remplacer les Poseidon C-3 par des Trident C-4.
D'après l'article d'un journal de presse de Jack Anderson datant du 1er janvier 1975, le James Madison serait entré en collision avec un sous-marin de la marine soviétique non-identifié en mer du Nord. Un télégramme de Brent Scowcroft (conseiller du président Nixon à la Défense) à Henry Kissinger (secrétaire d'Etat), déclassifié par la CIA le 17 janvier 2017, confirme cet incident. Le James Madison a gagné Holy Loch en Écosse afin d'y subir des réparations. Selon la Federation of American Scientists, il s'agit d'un SNA de la classe Victor. L'US Navy ne fit aucun commentaire sur cet incident.

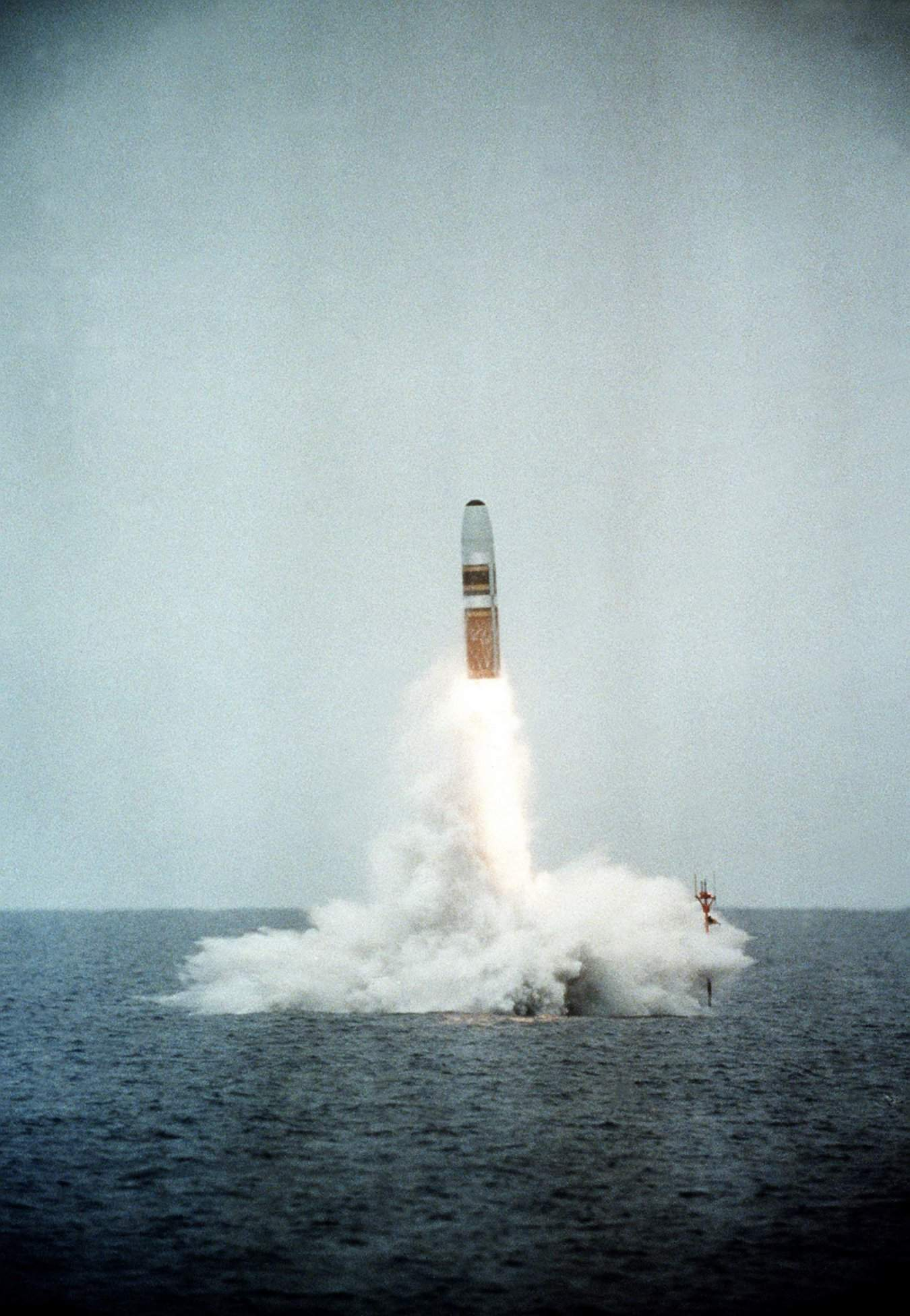
Le James Madison tirant un Trident I le 5 juin 1982.

## Recyclage
La période d'inactivité du James Madison débuta le 18 février 1992 alors qu'il était stationné au Mare Island Naval Shipyard à Valleko en Californie. Il fut officiellement retiré du service actif le 20 novembre 1992 et rayé des registres de la marine le même jour. Sa période d'inactivité se termina le 8 décembre 1992. Il participa alors au programme de recyclage des sous-marins nucléaires basé à Bremerton, dans l’état de Washington, recyclage qui se termina le 24 octobre 1997.